# 오경의
오경의(1940년 3월 6일~)는 대한민국의 정치인이다. 제13대 국회의원을 지냈다.

## 역대 선거 결과
|  | 11.24% |

|  | 44.41% |

|  | 27.77% |